# Turricula javana
Turricula javana is een slakkensoort uit de familie van de Clavatulidae. De wetenschappelijke naam van de soort werd voor het eerst geldig gepubliceerd in 1767 door Carl Linnaeus.